# Al-Mushannaf
Al-Mushannaf (en arabe : المشنف, également orthographié Mushennef) est un village du sud de la Syrie, rattaché administrativement au gouvernorat de Soueïda et située à 20 kilomètres au nord-est de la ville de Soueïda. Faisant partie du district de Soueïda (en), il est bordé par les localités de Tarba au nord, Chahba et Salkhad au nord-ouest, Qanaouat à l'ouest et al-Kafr au sud-ouest. D'après le Bureau central syrien des statistiques, al-Mushannaf avait une population de 2 581 habitants en 2004. Le village est également le centre administratif du nahié d'al-Mushannaf, qui est composé de 14 villages pour une population totale de 17 134 habitants.

## Histoire
Sous l'Empire romain, al-Mushannaf (anciennement appelée Nela ou Nelkomia) fait partie de la province de Syrie et se situe près de la frontière avec la province d'Arabie. Le village possède un temple de style romain bien préservé, datant du Ier siècle av. J.-C. Il était dédié au dieu Zeus et à la déesse Athéna,. Il se situe sur une petite plateforme surélevée mesurant 13,45 par 9,6 mètres, et se trouve face à un téménos entouré de quatre murs ; le temple donne sur un étang artificiel au sud, et sur des colonnades au nord, à l'est et à l'ouest. Son entrée est dirigée vers le nord et sa cour comporte des marches qui mènent au sanctuaire intérieur. L'intégralité du temple est construite en basalte noir. Les murs sont construits sans matériau de consolidation et sont ornés d'un chapiteau et d'un entablement, tandis que la cour est pavée avec des pierres plates de tailles variables. À l'intérieur du temple, une inscription affirme que le bâtiment a été construit lors d'une célébration du roi Agrippa Ier. L'édifice est mis au jour au début des années 1900 par Howard Crosby Butler puis par Clarence Ward, et a été partiellement restauré par le gouvernement syrien.
Des colonies de Druzes se sont installées dans le village entre 1856 et 1858.